# Соколы
Со́колы (лат. Falco) — род хищных птиц из семейства соколиных, широко распространённых в мире. Научное название Falco является производным от латинского слова «falx» («серп») и подчёркивает серпообразную форму крыльев в полёте.

## Общая характеристика
Соколы являются центральным и наиболее многочисленным родом из семейства соколиных. Взрослые птицы отличаются узкими клиновидными крыльями, благодаря которым они способны ловко маневрировать и развивать необычайно большую скорость в пикирующем полёте. Так, например, сапсан считается самым быстрым животным в мире — во время охоты он способен развивать скорость до 322 км/ч, или 90 м/с. У молодых соколов в первый год жизни маховые перья более длинные, и поэтому их крылья выглядят более широкими, как у канюков или орлов. Такое строение уменьшает охотничьи навыки птиц, однако помогает им учиться летать.
К роду соколов также относятся кречеты, балобаны и лаггары. Небольшие насекомоядные соколы с длинными узкими крыльями зовутся чеглоками. Соколы, охотящиеся на мелких грызунов, — пустельгами. Крупные, специально обученные соколы используются как ловчие птицы во время соколиной охоты.
В феврале 2005 канадский учёный из университета Макгилла Луи Лефевр (Louis Lefebvre) предложил определять IQ птиц по степени изобретательности, которую они проявляют для добычи пищи. Согласно этому методу, соколы входят в число наиболее умных птиц.
Соколы распространены повсеместно (исключая Антарктику). Гнездятся на деревьях, занимая гнёзда других птиц, на земле, скалах или высоких строениях (башни, колокольни).

## Систематика и эволюция

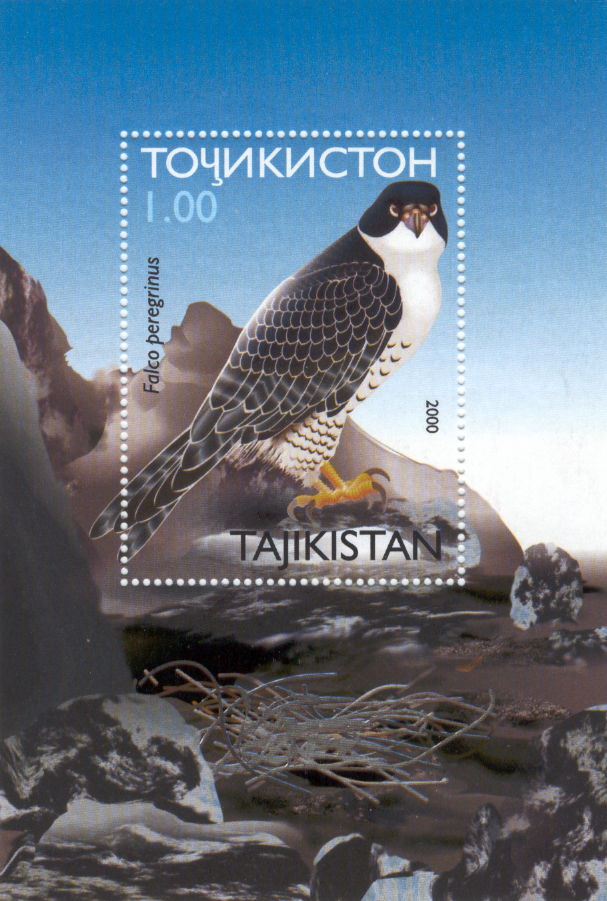
Сокол-сапсан на почтовой марке Таджикистана, 2000

По сравнению с другими пернатыми хищниками соколы считаются молодой группой птиц. Наиболее ранние ископаемые остатки, согласно рабочей версии принадлежащие к этому роду, относятся к позднему миоцену, то есть их возраст составляет менее 10 млн лет. На основании результатов генетических исследований было выдвинуто предположение, что центром рассеивания пустельг и дербников является Африка, а всех остальных видов — Евразия.
По морфологическим характеристикам и способу охоты соколы обычно разделяются на 3—4 экологические группы. К первой группе относятся все пустельги (возможно, за исключением воробьиной пустельги): это, как правило, мелкие, плотного телосложения птицы с обычно рыжим оперением в верхней части тела и иногда хорошо выраженным половым диморфизмом. Три африканские пустельги, имеющие преимущественно серую окраску, в этой группе стоят особняком. Питаются главным образом мелкими наземными животными, хватая их с помощью клюва: насекомыми, рептилиями, мышевидными грызунами и т. п.
Вторая группа объединяет чеглоков (иногда к ним также относят новозеландского, бурого и короткохвостого соколов) — несколько более крупных и стройных птиц с тёмным аспидно-серым оперением на спине и почти всегда чёрными перьями на щеках («усами»). Орнитофаги, их основной объект охоты — мелкие птицы.
Третья группа — это собственно соколы. Это наиболее крупные представители рода, иногда размером с небольшого ястреба. Как и чеглоки, имеют чёрные «усы» (за исключением очень светлых морф) и часто чёрную «шапочку». В остальном окраска имеет промежуточные характеристики двух предыдущих групп — серый верх с оттенками рыжеватого цвета. По сравнению с чеглоками эти соколы в целом более пёстрые и в большинстве своём имеют тёмные горизонтальные полоски на брюхе. Все крупные виды обладают очень схожей расцветкой хвоста — тёмно-серой с неярко выраженными тёмными поперечными полосками и белым окончанием. Такое однообразие присуще только этой группе — у пустельг и чеглоков хвостовое оперение очень разное и необязательно говорит о степени родства. Обладая хорошо развитой мускулатурой и быстротой, крупные соколы охотятся на более среднего размера птиц, нападая на них сверху, и на некоторых наземных млекопитающих.
Иногда четыре вида крупных соколов — ланнера, лаггара, балобана и кречета — выделяют в отдельную группу — подрод Hierofalco. Эти птицы обладают повышенным содержанием пигмента феромеланина, что отражается на более контрастном оперении с преобладанием рыжих и коричневыми тонов и делает их похожими на ястребов. Брюшная часть этих соколов испещрена горизонтальными и каплевидными пестринами.

## Виды
В состав рода включают 39 видов:
- Falco naumanni — Степная пустельга
- Falco tinnunculus — Обыкновенная пустельга
- Falco rupicolus
- Falco newtoni — Мадагаскарская пустельга
- Falco punctatus — Маврикийская пустельга
- †Falco duboisi — Реюньонская пустельга (вымер около 1700 года)
- Falco araeus — Сейшельская пустельга
- Falco moluccensis — Молуккская пустельга
- Falco cenchroides — Седобородая пустельга
- Falco sparverius — Воробьиная пустельга
- Falco rupicoloides — Большая пустельга
- Falco alopex — Лисья пустельга
- Falco ardosiaceus — Серая пустельга
- Falco dickinsoni — Черноспинный сокол

Сокол Кречет — Герб Кыргызской Республики

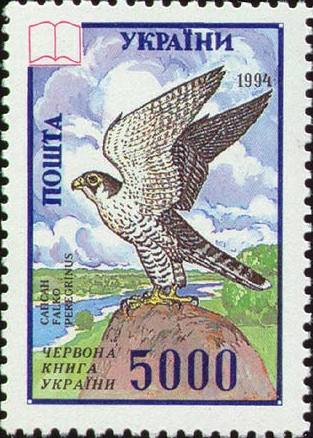
Сокол-сапсан на марке Украины, 1994

- Falco zoniventris — Мадагаскарская полосатая пустельга
- Falco chicquera — Турумти
- Falco vespertinus — Кобчик
- Falco amurensis — Амурский кобчик
- Falco eleonorae — Чеглок Элеоноры
- Falco concolor — Серебристый чеглок
- Falco femoralis — Южномексиканский сокол
- Falco columbarius — Дербник
- Falco rufigularis — Вечерний сокол
- Falco deiroleucus — Красногрудый сокол
- Falco subbuteo — Чеглок
- Falco cuvierii — Африканский чеглок
- Falco severus — Восточный чеглок
- Falco longipennis — Австралийский чеглок
- Falco novaeseelandiae — Новозеландский сокол
- Falco berigora — Бурый сокол
- Falco hypoleucos — Серый сокол
- Falco subniger — Чёрный сокол
- Falco biarmicus — Средиземноморский сокол
- Falco jugger — Лаггар
- Falco cherrug — Балобан
- Falco rusticolus — Кречет
- Falco mexicanus — Мексиканский сокол
- Falco peregrinus — Сапсан
- Falco fasciinucha — Короткохвостый сокол

## Сокол в архитектуре
- Терминал международного аэропорта Ашхабада построен в виде птицы сокола, с расправленными крыльями.[10] Объект вошел в книгу рекордов Гиннесса как самое большое здание в виде птицы.[11]